# Maine Celtics
Los Maine Celtics (conocidos hasta 2021 como Maine Red Claws) son un equipo de baloncesto de la NBA G League afiliado con los Boston Celtics. El 25 de febrero de 2009 la NBADL premió a la ciudad de Portland (Maine) con una expansión de franquicias. El equipo comenzó a jugar en la temporada 2009-2010. El estadio del equipo es el Portland Expo Building. El propietario del equipo es Maine Basketball, LLC y el principal propietario es Bill Ryan, el presidente del TD Banknorth Group. La estación de radio WJAB emite los partidos.

## Nombre del equipo
El 2 de abril de 2009 se anunció el nombre de la nueva franquicia tras una encuesta ("Red Claws"). "Red Claws" o "Pinzas Rojas", haciendo referencia a la langosta, la industria con más producción en el estado de Maine. El nombre es también un homenaje al antiguo entrenador, Red Auerbach.
El 24 de mayo de 2021 se anunció el cambio de nombre por el de Maine Celtics, en palabras de su presidente, Rich Gotham, como una evolución del equipo y un guiño a los aficionados de todo el estado de Maine.

## Trayectoria
| Maine Red Claws   |                        |                        |                        |                        |                        | |                        |
| 2009–10           | Eastern                | 4º                     | 27                     | 23                     | .540                   | |                        |
| 2010–11           | Eastern                | 5º                     | 18                     | 32                     | .360                   | |                        |
| 2011–12           | Eastern                | 6º                     | 21                     | 29                     | .420                   | |                        |
| 2012–13           | Eastern                | 3º                     | 26                     | 24                     | .520                   | Pierde 1ª ronda (Rio Grande) 0–2                                                                                                 |                        |
| 2013–14           | Eastern                | 4º                     | 19                     | 31                     | .380                   | |                        |
| 2014–15           | Atlantic               | 1º                     | 35                     | 15                     | .700                   | Pierde 1ª ronda (Fort Wayne) 0–2                                                                                                 |                        |
| 2015-16           | Atlantic               | 1º                     | 31                     | 19                     | .620                   | Pierde 1ª ronda (Canton Charge) 0–2                                                                                              |                        |
| 2016–17           | Atlantic               | 1º                     | 29                     | 21                     | .580                   | Gana 1ª ronda (Fort Wayne) 2–1 Pierde Semifinales (Raptors) 0–2                                                                  |                        |
| 2017–18           | Atlantic               | 4º                     | 17                     | 33                     | .340                   | |                        |
| 2018–19           | Atlantic               | 5º                     | 19                     | 31                     | .380                   | |                        |
| 2019–20           | Atlantic               | 1º                     | 28                     | 14                     | .667                   | Suspendida por Pandemia de COVID-19                                                                                              |                        |
| 2020–21           | Optó por no participar | Optó por no participar | Optó por no participar | Optó por no participar | Optó por no participar | Optó por no participar | Optó por no participar |
| Maine Celtics     |                        |                        |                        |                        |                        | |                        |
| 2021–22           | Eastern                | 10º                    | 16                     | 16                     | .500                   | |                        |
| 2022–23           | Eastern                | 4º                     | 19                     | 13                     | .594                   | Gana Cuartos de final (Lakers) 112-106 Pierde Semifinales (Clippers) 112-124                                                     |                        |
| 2023–24           | Eastern                | 2º                     | 21                     | 13                     | .618                   | Gana Semifinales de Conferencia (Blue Coats) 119-112 Gana Finales de Conferencia (Nets) 99-77 Pierde Finales (Oklahoma City) 1-2 |                        |
| 2024–25           | Eastern                | 3º                     | 21                     | 13                     | .618                   | Gana Cuartos de final (Capital City) 115–95 Gana Semifinal (Westchester) 124–118 Pierde Final Conf. (Osceola) 122–135            |                        |
| Temporada regular | Temporada regular      | Temporada regular      | 326                    | 314                    | .509                   | 2009–presente | 2009–presente          |
| Playoffs          | Playoffs               | Playoffs               | 9                      | 13                     | .409                   | 2009–presente | 2009–presente          |

## Afiliados
- Boston Celtics (2009–presente)
- Charlotte Bobcats (2009–2012)
- Philadelphia 76ers (2011–2012)

## Jugadores

### Líderes estadísticos
Puntos totales temporada regular
| #                                                      | Jugador       | Temporadas                    | Promedio | Partidos | Total |
| ------------------------------------------------------ | ------------- | ----------------------------- | -------- | -------- | ----- |
| 1                                                      | Morris Almond | 2009 - 2010 / 2011 - 2012 (2) | 22,9     | 49       | 1124  |
| 2                                                      | Kenny Hayes   | 2010 - 2012 (2)               | 11,8     | 90       | 1064  |
| 3                                                      | DeShawn Sims  | 2010 - 2012 (2)               | 19,2     | 53       | 1017  |
| 4                                                      | Xavier Silas  | 2011 - 2013 (2)               | 10,8     | 94       | 791   |
| 5                                                      | Chris Wright  | 2011 - 2013 (2)               | 16,9     | 69       | 1164  |
| Referencia: Nota actualizados al final temporada 12/13 |               |                               |          |          |       |

Rebotes totales temporada regular
| #                                                      | Jugador       | Temporadas                    | Promedio | Partidos | Total |
| ------------------------------------------------------ | ------------- | ----------------------------- | -------- | -------- | ----- |
| 1                                                      | DeShawn Sims  | 2010 - 2012 (2)               | 7,6      | 53       | 403   |
| 2                                                      | Chris Wright  | 2011 - 2013 (2)               | 5,7      | 69       | 394   |
| 3                                                      | Morris Almond | 2009 - 2010 / 2011 - 2012 (2) | 5,7      | 49       | 281   |
| 4                                                      | Micah Downs   | 2012 - 2013 (1)               | 5,8      | 48       | 278   |
| 5                                                      | Paul Harris   | 2010 - 2012 (2)               | 6,6      | 42       | 276   |
| Referencia: Nota actualizados al final temporada 12/13 |               |                               |          |          |       |

Asistencias totales temporada regular
| #                                                      | Jugador      | Temporadas      | Promedio | Partidos | Total |
| ------------------------------------------------------ | ------------ | --------------- | -------- | -------- | ----- |
| 1                                                      | Kenny Hayes  | 2010 - 2012 (2) | 3,7      | 90       | 327   |
| 2                                                      | Jamar Smith  | 2010 - 2011 (1) | 5,0      | 48       | 241   |
| 3                                                      | Shelvin Mack | 2012 - 2013 (1) | 4,3      | 23       | 173   |
| 4                                                      | Mario West   | 2007 - 2008 (1) | 5,7      | 49       | 281   |
| 5                                                      | Xavier Silas | 2009 - 2011 (2) | 3,1      | 53       | 158   |
| Referencia: Nota actualizados al final temporada 12/13 |              |                 |          |          |       |